# قمچه‌مارواران
قمچه‌مارواران (به لاتین: Colubroidea)، یک بالاخانواده از مارها در تبارشاخه Colubroides است که شامل قمچه‌ماران می‌شود، با برخی از مطالعات، قمچه‌ماران به چندین خانواده تقسیم می‌شود که قمچه‌مارواران را تشکیل می‌دهند. از نظر تاریخی، قمچه‌مارواران شامل دیگر مارهای سنوفیدی مانند مار کبرا و افعی نیز می‌شود، زیرا این مارها یک تبارشاخه را تشکیل می‌دهند. با این حال، این گروه‌ها اکنون به چندین خانواده متمایز، اما مرتبط تقسیم شده‌اند. ظاهر و همکاران (۲۰۰۹) پیشنهاد کرد که قمچه‌مارواران را برای کلبریدها و خانواده‌های مرتبط تعریف کند، در حالی که کلبریدها را به عنوان گروهی شامل افعی‌ها و مارهای کبرا و همچنین کلبریدها تعیین کرد. پایگاه داده خزندگان (Reptile)، قمچه‌مارواران را متشکل از قمچه‌ماران و اعضای گروه خواهرش، Elapoidea می‌داند و تقسیم قمچه‌ماران به چند خانواده را به رسمیت نمی‌شناسد.